# 楠ジャンクション

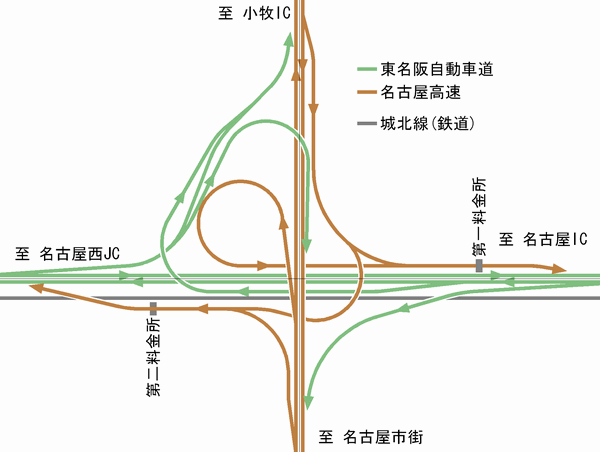
図-1 楠ジャンクションとランプの配置

楠ジャンクション（くすのきジャンクション）は、愛知県名古屋市北区にある、名古屋第二環状自動車道、名古屋高速1号楠線及び名古屋高速11号小牧線が接続するジャンクションで、大我麻町交差点の直上にある。
また、大我麻町交差点は、国道302号と国道41号が接続する。

## 概要
以下の高速道路を接続する四叉分岐のジャンクションである（図-1）。
- 名古屋第二環状自動車道（名二環）
- 名古屋高速1号楠線
- 名古屋高速11号小牧線

東西方向に名二環（東方が名古屋南JCT、西方が名古屋西JCT）、南北方向に名古屋高速道路が施設されており、名古屋市街地へ向かう1号楠線が南方向、小牧へ向かう11号小牧線が北方向である。
当JCTはこれらの路線を相互に連絡するものである。名二環の勝川IC-清洲東IC間開通に伴い、1991年に設置された。

### 線形と特徴
当JCTの平面図を図-1に示す。本線・ランプともに鋼箱桁橋をはじめとする高架構造である。比較的市街化が進んだ地域に設けられたジャンクションであり、日本道路公団（現・中日本高速道路株式会社）の施設のある北西側に構造物を集中させた結果、変則的な対向ループ型のランプ配置となった。合流・分流も複雑で、ランプの縦断勾配も上り・下りの変化が激しい。
また、名古屋第二環状自動車道の南側には、JR東海交通事業城北線が高架で併走しており、交差するランプは高架でこれを越えている。更に、名古屋第二環状自動車道は、国道302号、名古屋高速道路は国道41号直上に設けられており、国道が交わる大我麻町交差点も立体交差しているなど、一帯は多層の立体交差構造となっている。

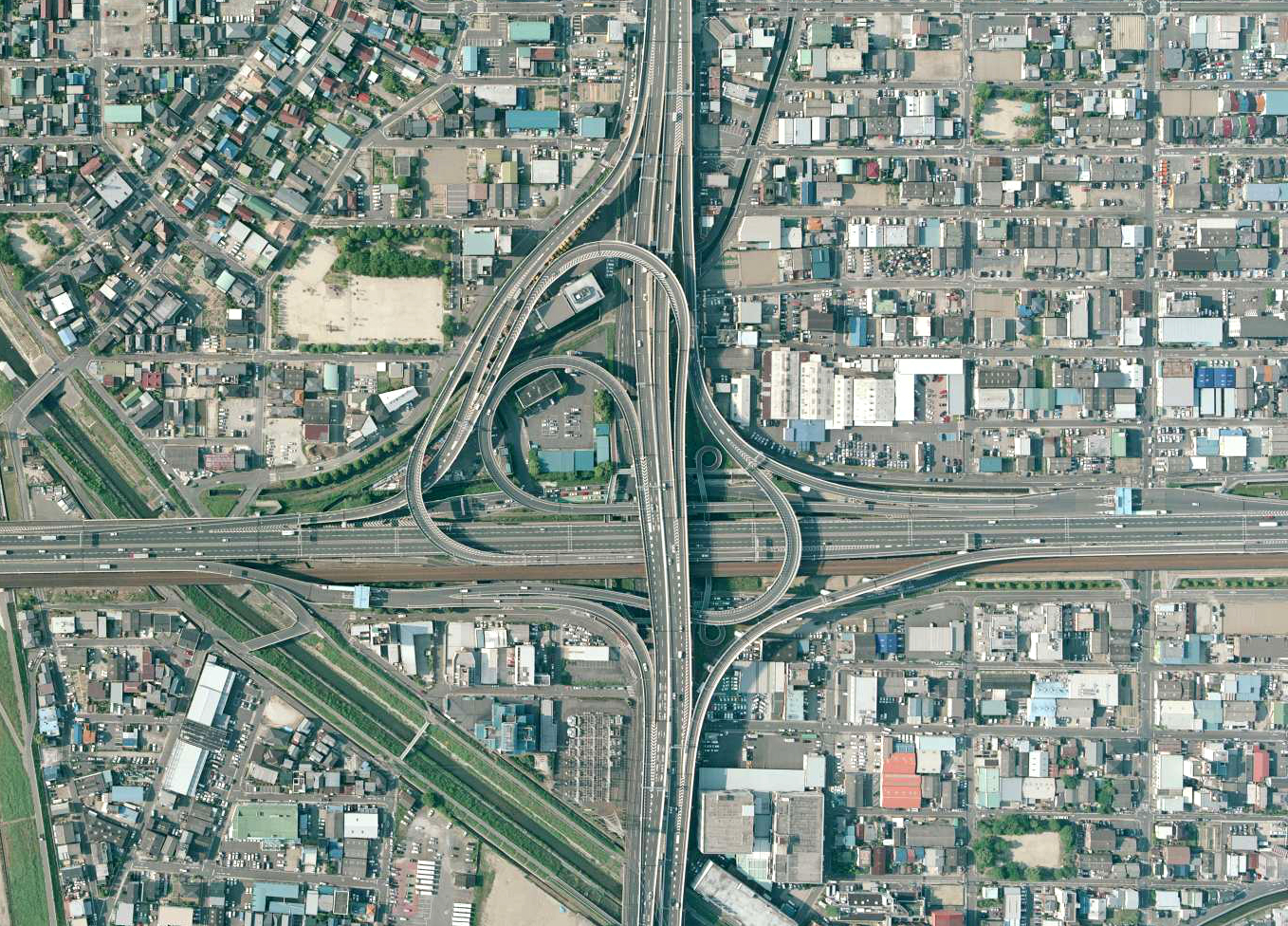
上方向が名古屋高速11号小牧線、下方向が名古屋高速1号楠線、左右方向が名古屋第二環状自動車道（名二環）。名二環と並行するのはJR東海交通事業城北線。
出典：『国土交通省「国土画像情報（カラー空中写真）」（配布元：国土地理院地図・空中写真閲覧サービス）』

### 併設インターチェンジ
ジャンクションであることから一般道路とのアクセスはないが、付近には以下のインターチェンジが併設されている。
- 楠IC : 名古屋第二環状自動車道名古屋南JCT方面（東方）のみの片方向出入口。国道302号と接続。
- 楠出入口 : 名古屋高速1号楠線の出入口。南方のみの片方向出入口。国道41号と接続。

いずれも片方向のみの出入口であり、名古屋第二環状自動車道西方とのアクセスは山田東IC（出口のみ。約1.5km西）及び山田西IC（入口のみ。約2.5km西）にて可能である。また、名古屋高速11号小牧線とのアクセスは、約1km北の豊山南出入口で可能。

## 歴史
- 1991年（平成3年）3月19日 : 東名阪自動車道（現・名古屋第二環状自動車道） 勝川IC-清洲東IC間開通に伴い供用開始[6]。名古屋高速1号楠線も楠出入口と当JCT間延伸により接続[4]。
- 1994年（平成6年）11月16日 : 名古屋高速1号楠線延伸工事のため、1号楠線との分岐を中止[7]。
- 1995年（平成7年）9月19日 : 名古屋高速1号楠線 楠JCT-東片端JCT間開通に伴い1号楠線に再度接続[7]。
- 2001年（平成13年）3月10日 : 名古屋高速11号小牧線と接続[8]。

## 周辺
大我麻町
- 中部電力楠変電所
- 大和保育園
- JAなごや蒲喜支店
- 大我麻公園

丸新町
- 名古屋市営バス如意営業所
- 岐阜信用金庫楠町支店
- 丸新公園
- 高坪公園

若鶴町
- 楠公園
  - 楠プール
  - 楠コミュニティセンター

五反田町
- 愛生会看護専門学校
- 新生第2保育園さくらナーサリー
- 楠メンタルホスピタル
- 介護老人保健施設サンくすのき
- 五反田自転車等保管場所
- 生棚公園
- 菱池公園

玄馬町

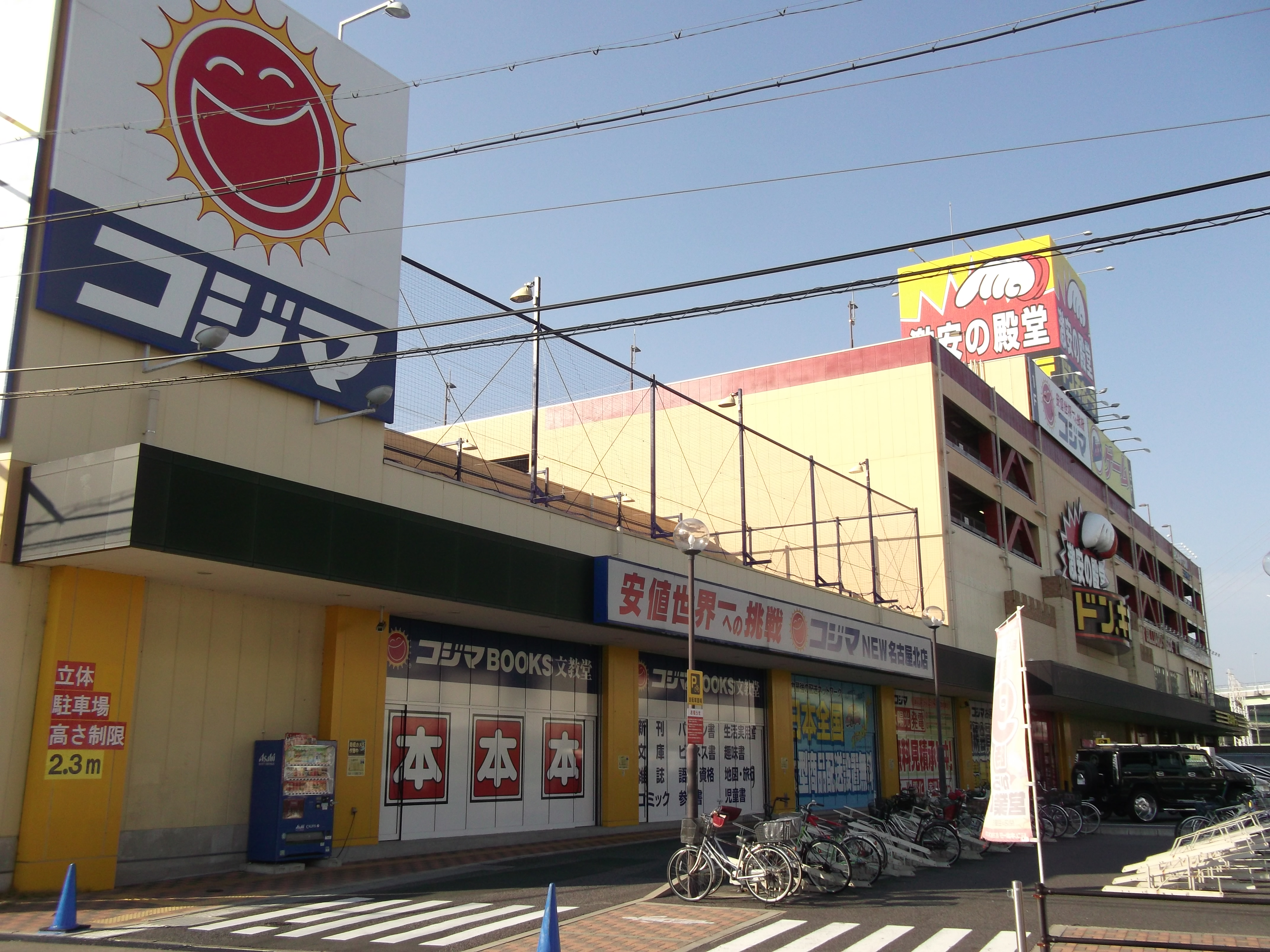
クロスタウン（メガ･ドン･キホーテ名古屋本店）

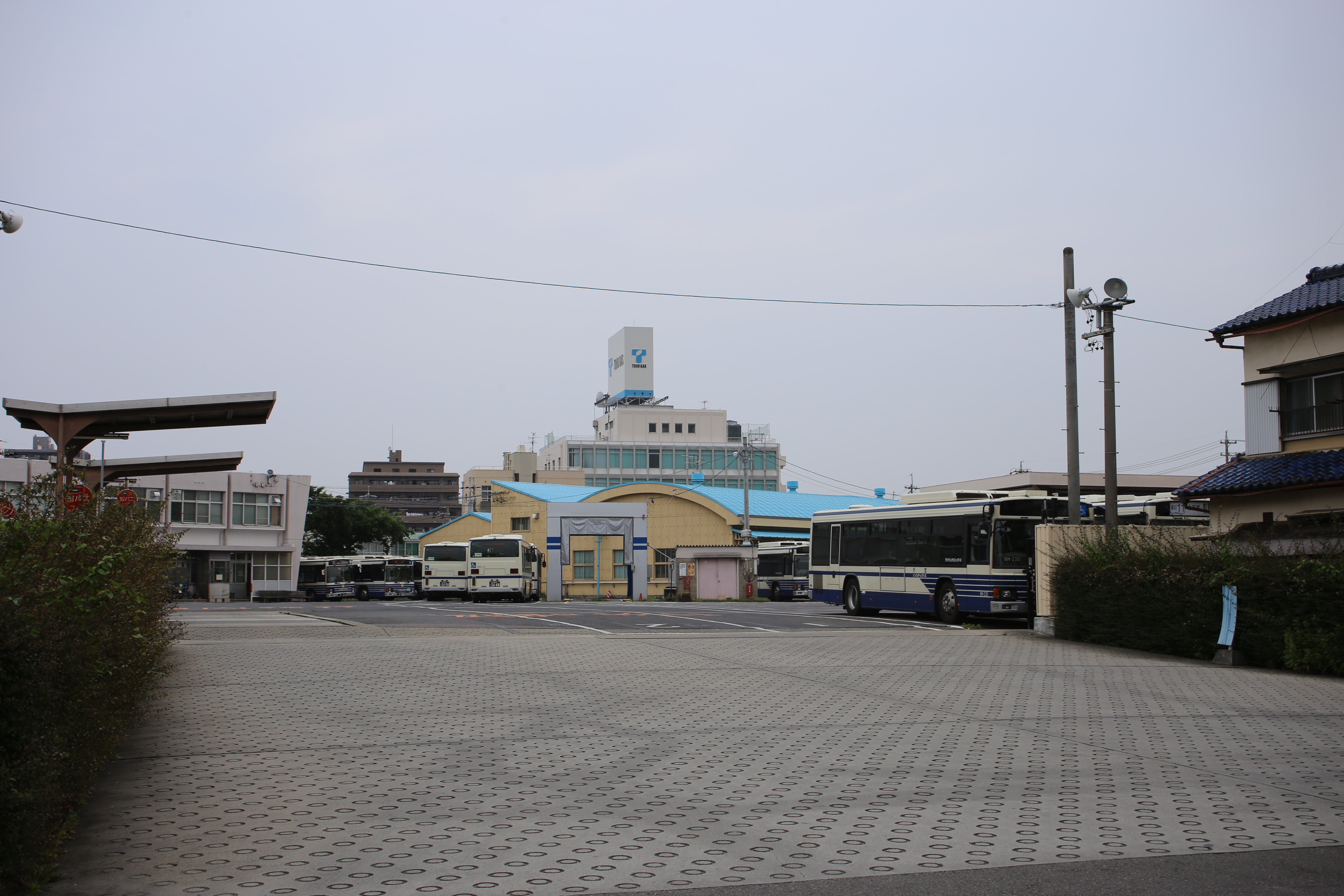
名古屋市営バス如意営業所

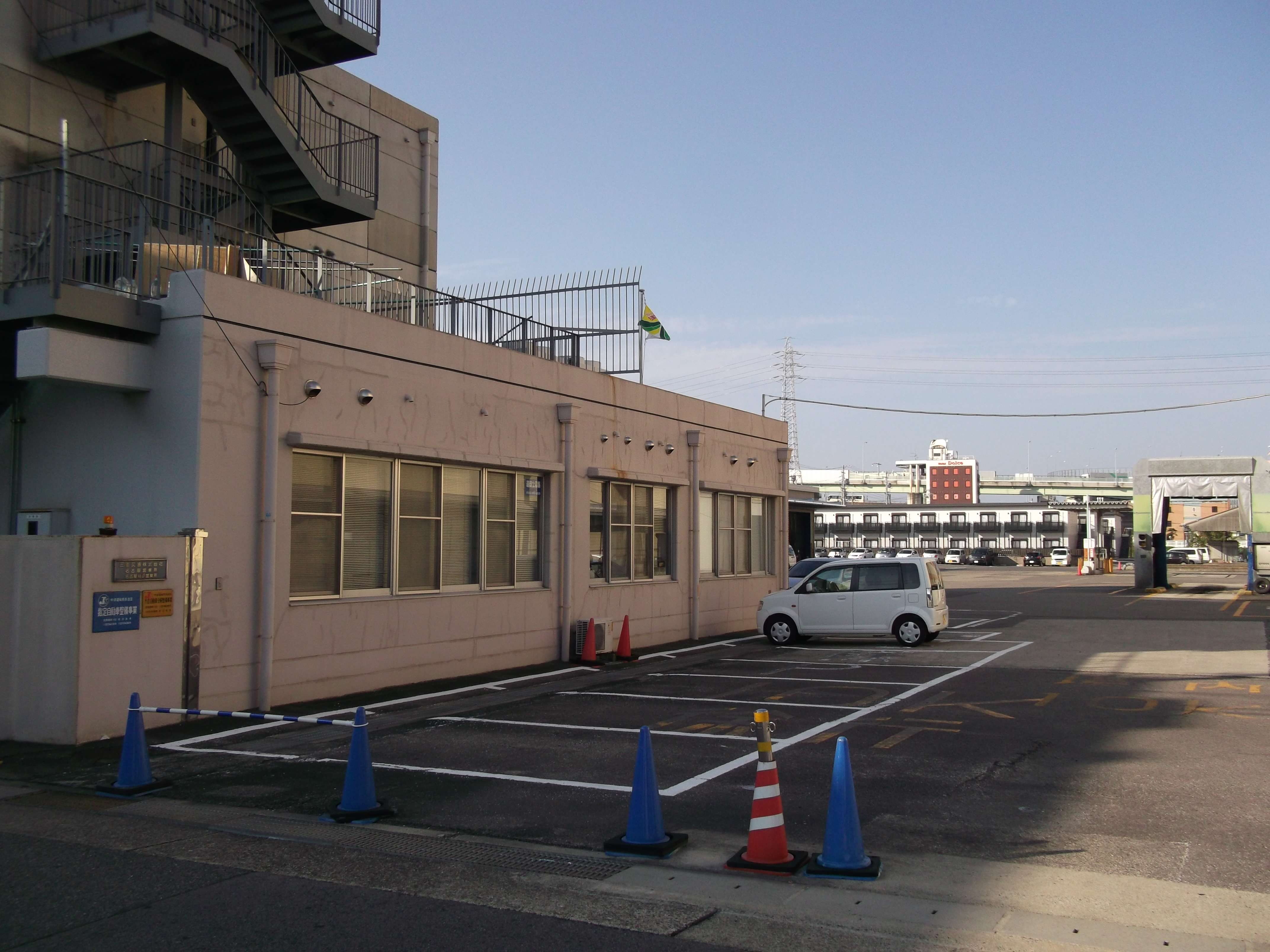
名古屋市営バス楠営業所

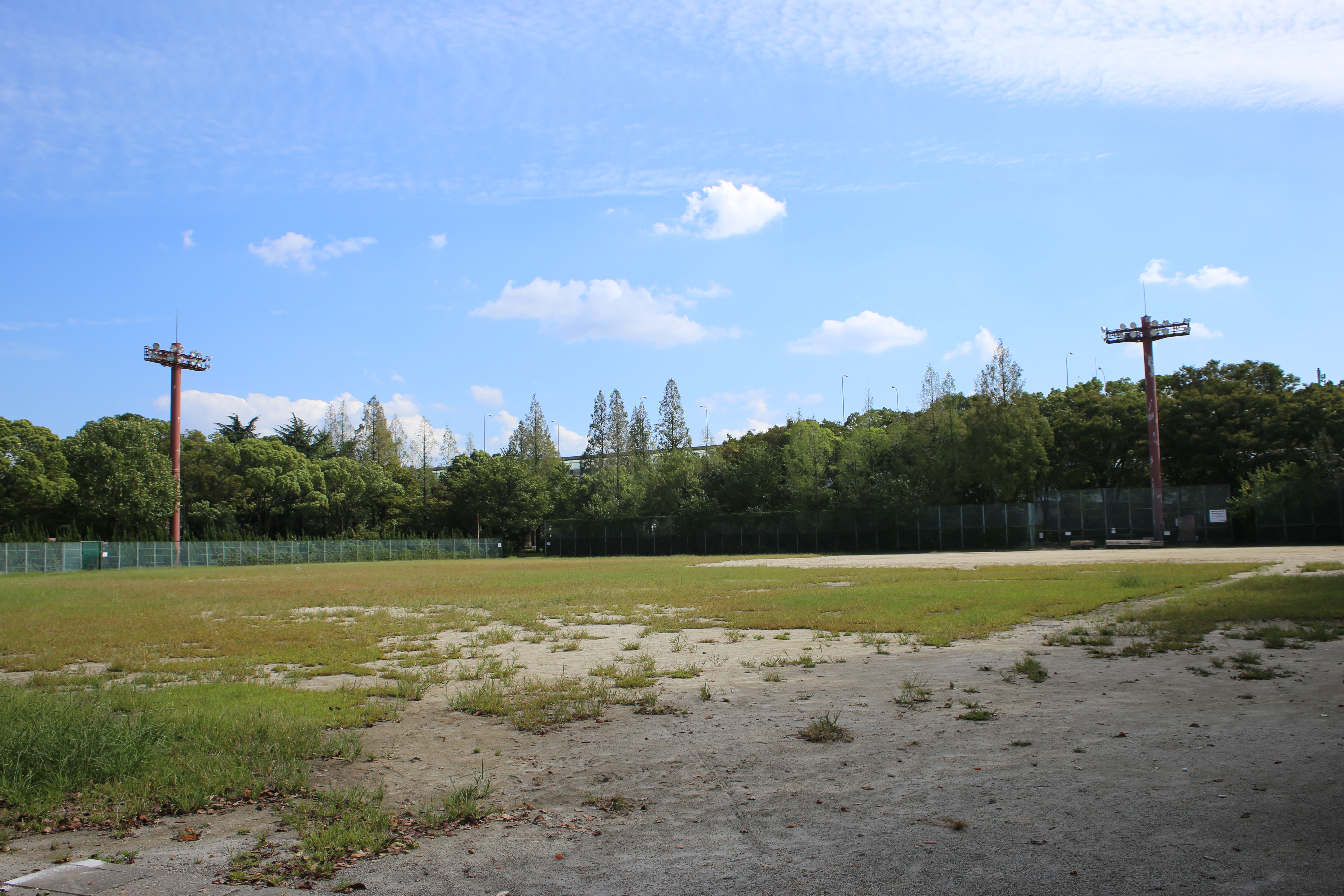
楠公園

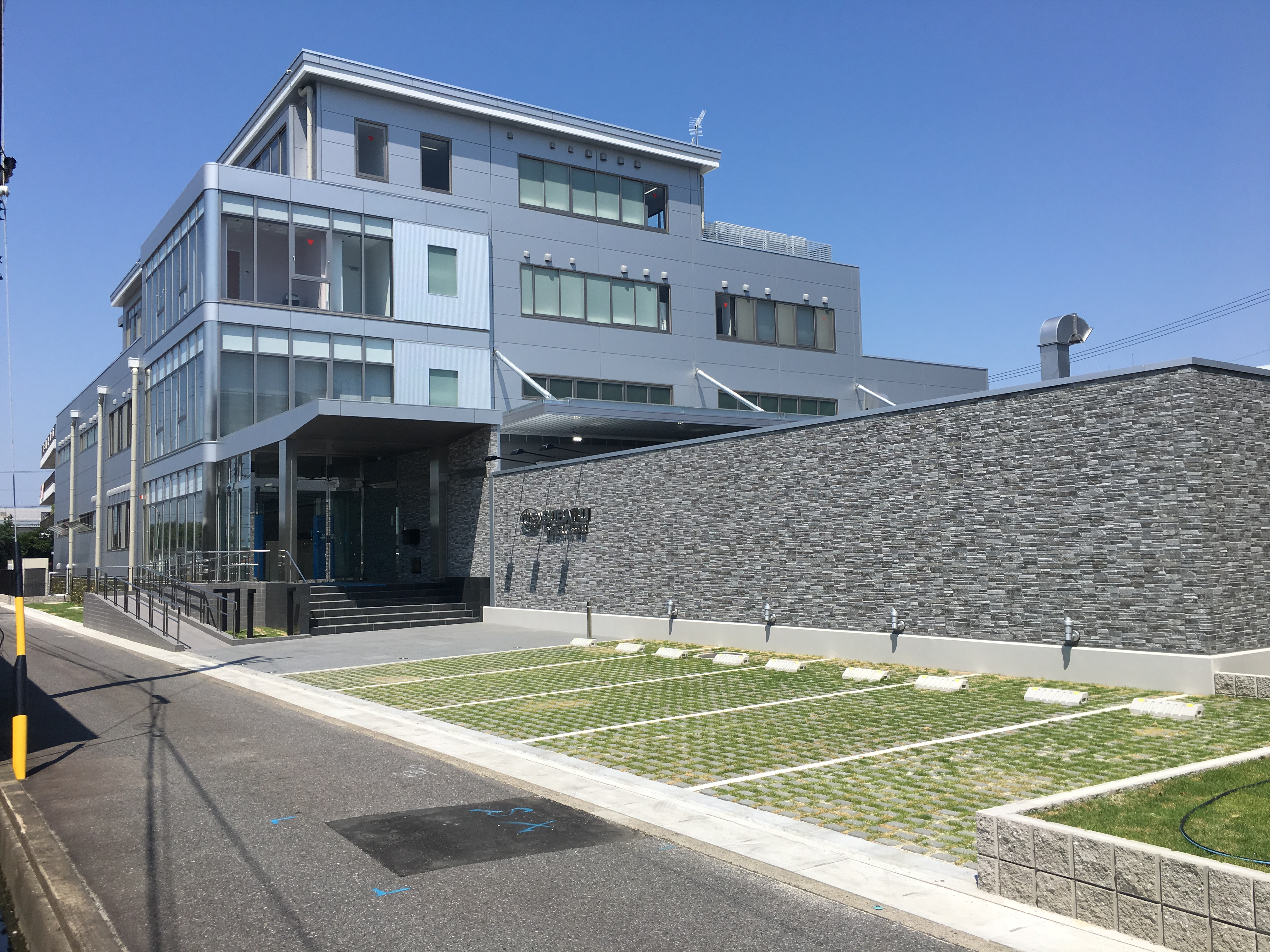
名古屋スバル自動車本社

- クロスタウン（名古屋北ショッピングセンター）
  - ドン・キホーテ名古屋本店
- 三重交通名古屋営業所
  - 三重交通名古屋観光営業所
  - 三重交通名古屋寮
  - 三重交通整備工場
  - 名古屋市営バス楠営業所
- ハンズ楠流通センター
- 玄馬公園
- 玄馬街園

落合町
- 名古屋落合郵便局
- 名古屋スバル自動車本社
- 名古屋市上下水道局落合ポンプ所
- 名古屋環境分析センター
- 東海カッター興業本社工場

## 料金所
名古屋第二環状自動車道と名古屋高速道路は、管理する事業者が異なりそれぞれ単純支払い方式であるため、乗り継ぎの際は料金所を通る。ただし、名古屋高速道路は付近に本線料金所が別途設けられているため、ジャンクション内の料金所は名古屋第二環状自動車道の料金所2ヶ所のみである。
第一料金所（名古屋IC・名古屋南JCT方面入口）
- レーン数 : 3
  - ETC専用 : 2
  - 一般 : 1

第二料金所（清洲JCT・名古屋西JCT方面入口）
- レーン数 : 2
  - ETC専用 : 1
  - 一般 : 1

## 隣
C2 名古屋第二環状自動車道
(12) 楠IC - (13) 楠JCT - (14) 山田東IC

 名古屋高速1号楠線
(104,114) 楠出入口 - (13) 楠JCT

 名古屋高速11号小牧線
(13) 楠JCT - (1101,1111) 豊山南出入口

## 施設外観

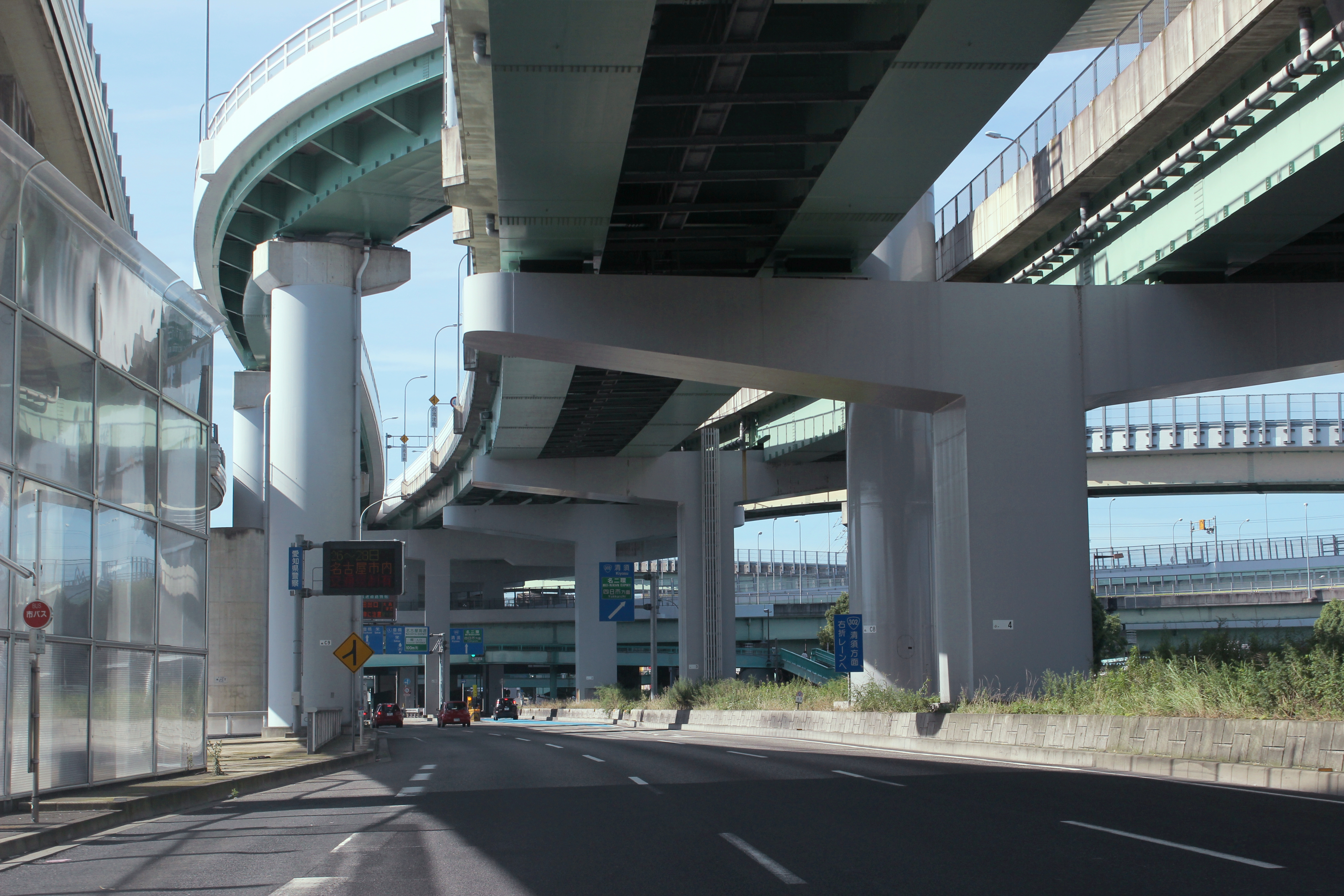
国道41号直上に建設されている楠JCT
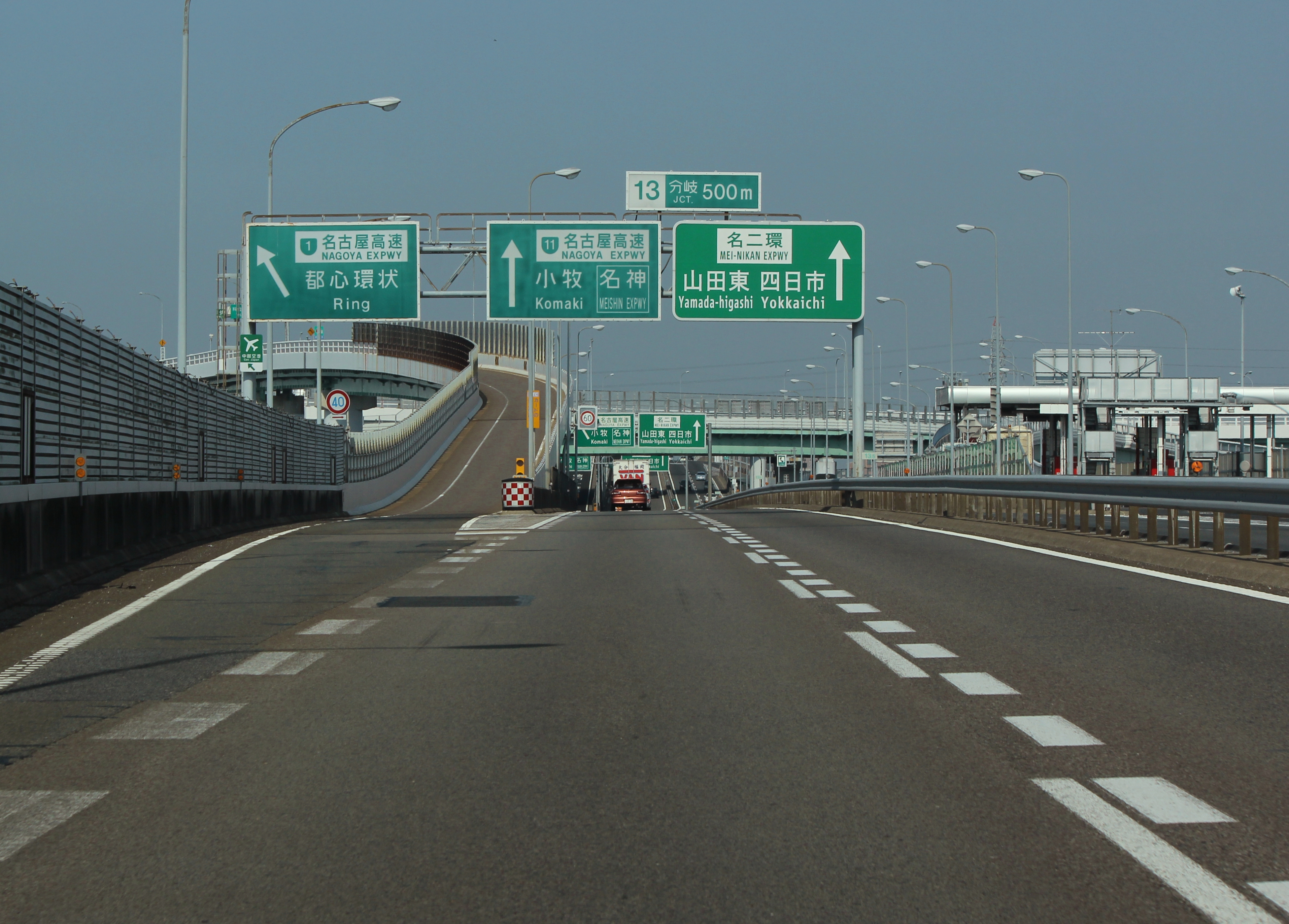
名二環内回りの名古屋高速1号楠線への分岐部。その奥に11号小牧線の分岐部を配置
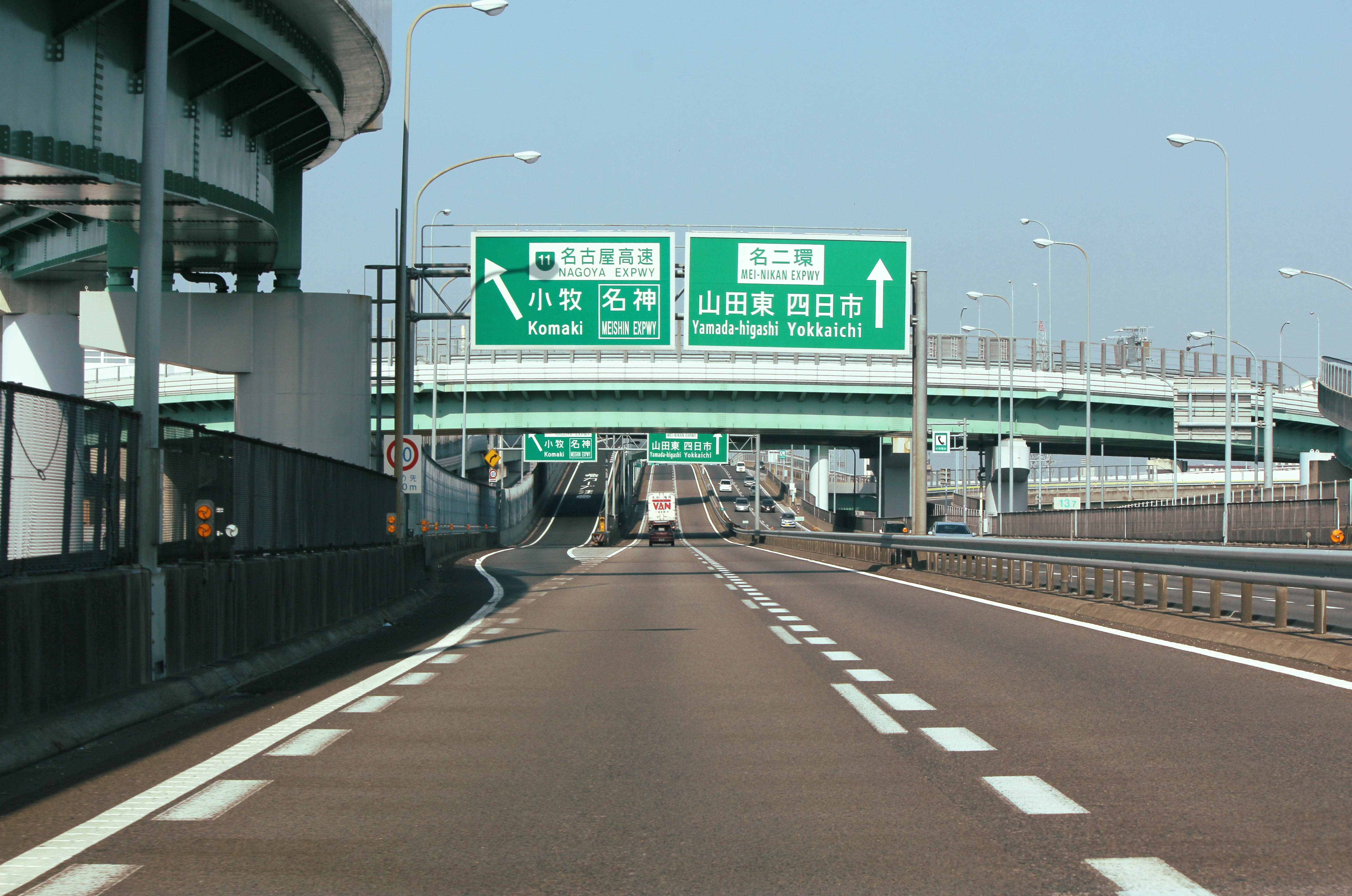
名二環内回りの名古屋高速11号小牧線への分岐部（左ランプは1号楠線への渡り線）
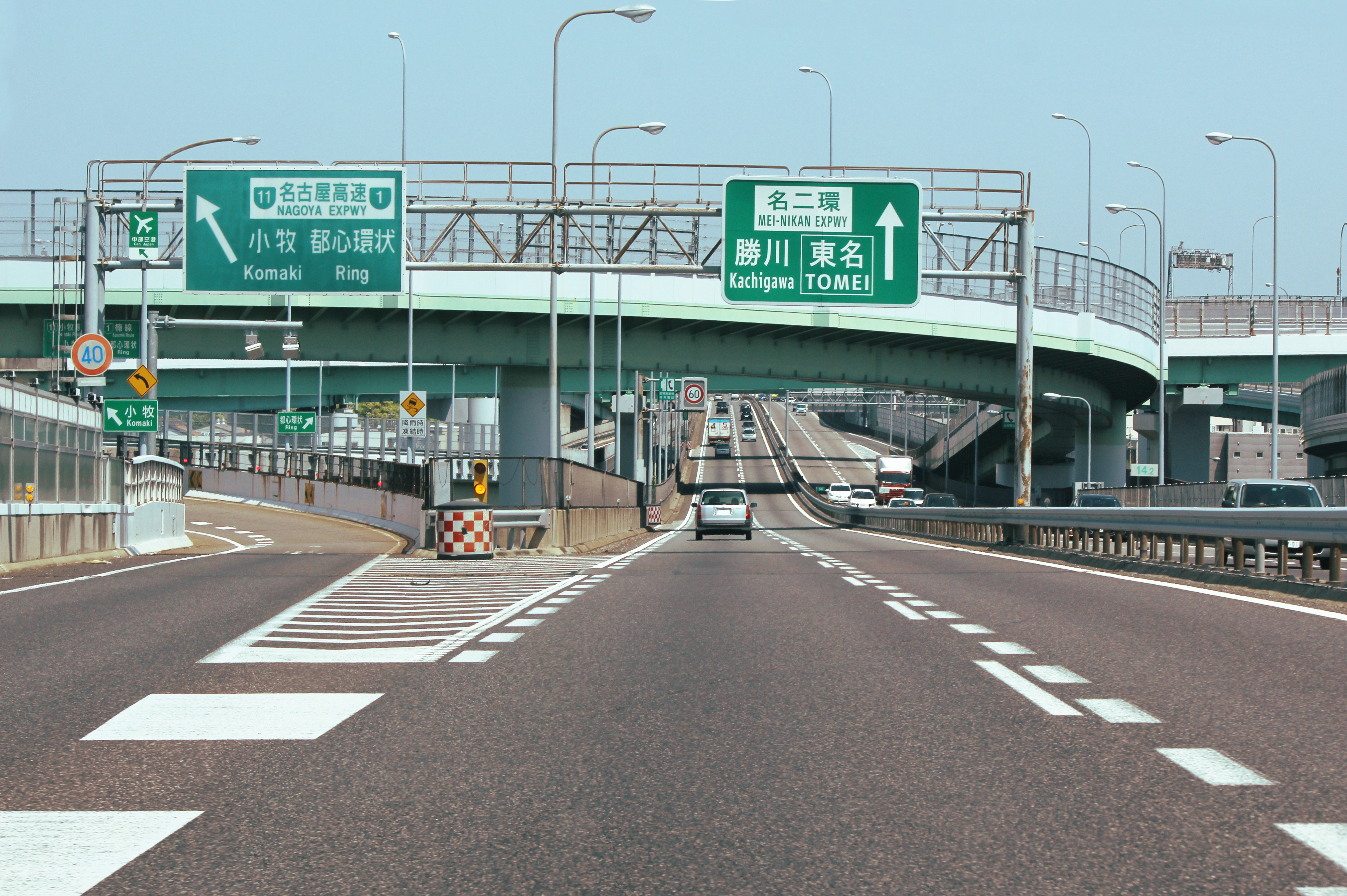
名二環外回りの名古屋高速への分岐部（外回り分岐は1号と11号の同時分岐）
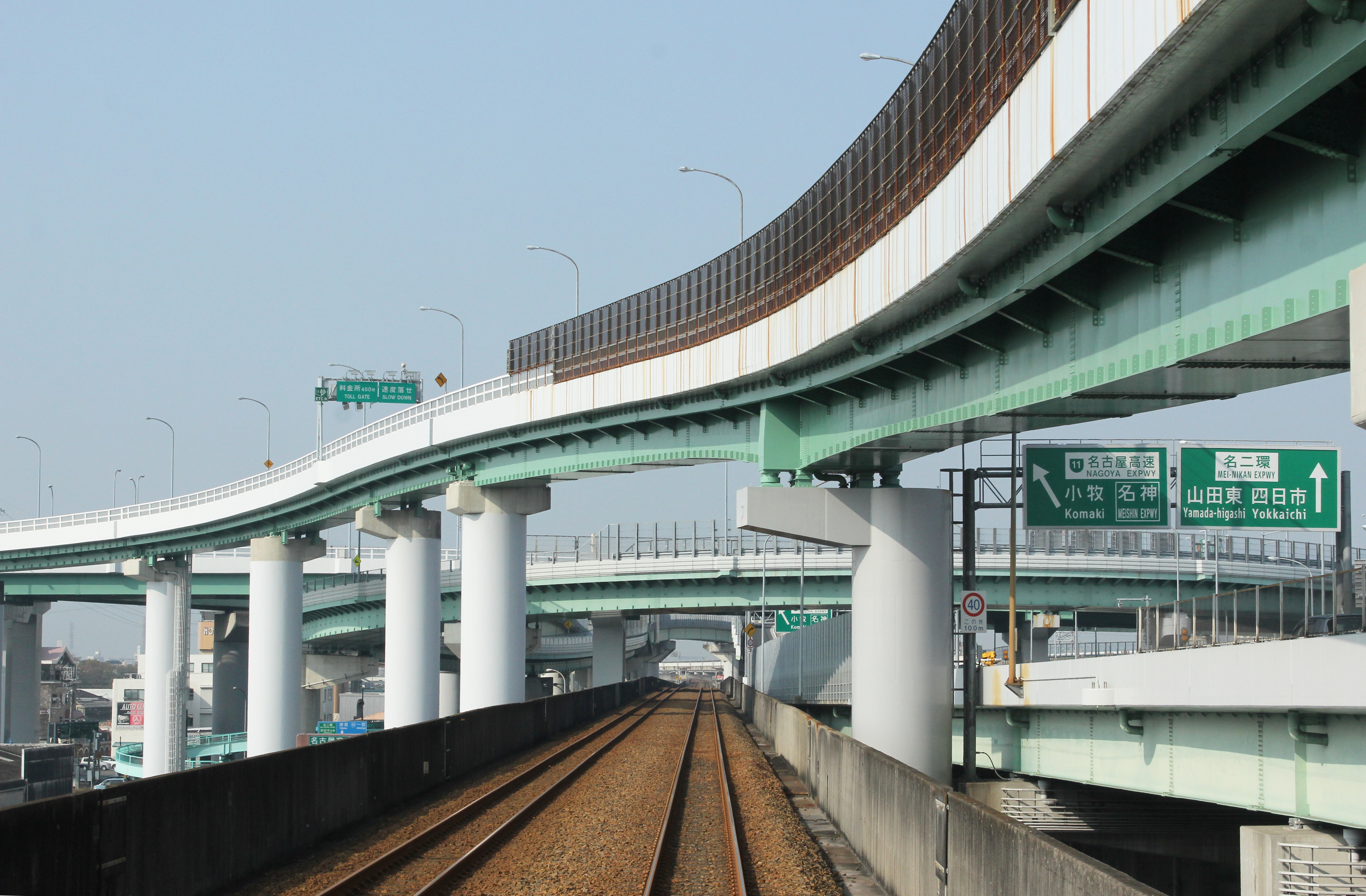
並行する城北線の上をランプが横断する